# Claudia Purker
Claudia Purker est une sauteuse à ski et coureuse du combiné nordique autrichienne, née le 15 janvier 1999.

## Carrière
Elle s'essaie au saut à ski en 2010 et commence sa carrière en 2011. Ses débuts internationaux ont lieu en 2013. Elle connaît un contre-temps en début d'année 2015 dans une compétition à Seefeld où elle se blesse à cause d'une chute.
Entre 2016 et 2019, elle accumule un total de quatre médailles lors de ses participations aux Championnats du monde junior (1 en argent, 3 en bronze) à chaque fois dans des concours par équipes.
En décembre 2018, elle enregistre sa première et unique victoire en Coupe continentale à Nottoden.
En 2020, elle se redirige vers une carrière dans le combiné nordique, qui voit sa première course de Coupe du monde organisée au mois de décembre 2020 à Ramsau dont Purker participe.

## Palmarès en combiné nordique

### Championnats du monde
| Épreuve / Édition        | Individuel | Individuel | Par équipe mixte |
| Épreuve / Édition        | Gundersen  | Mass start | Par équipe mixte |
| Mondiaux 2021 Oberstdorf | 25e        | NC         |                  |
| Mondiaux 2025 Trondheim  |            |            | Bronze           |

### Coupe du monde

#### Différents classements en Coupe du monde
| Année     | Classement général final |
| 2020-2021 | 26e                      |
| 2021-2022 | -                        |
| 2022-2023 | 22e                      |

## Palmarès en saut à ski

### Championnats du monde junior
- Rasnov 2016 :
  -  Médaille d'argent par équipes mixtes.
- Park City 2017 :
  -  Médaille de bronze par équipes.
- Kandersteg 2018 :
  -  Médaille de bronze par équipes mixtes.
- Lahti 2019 :
  -  Médaille de bronze par équipes.

### Coupe du monde
- Meilleur classement général : 47e en 2016.
- Meilleur résultat individuel : 26e

#### Classements généraux annuels
| Année | Rang |
| 2016  | 47e  |

### Coupe continentale
- 1 victoire.